# Antoni Domicz
Antoni Domicz (ur. 1954) – polski architekt, laureat Honorowej Nagrody SARP (2014).

## Życiorys
W 1978 ukończył studia Wydziale Architektury Politechniki Wrocławskiej. W 1990 wraz z żoną, Małgorzatą Pizio-Domicz, założył biuro M. i A. Domicz – Pracownia Architektury, z którym ściśle związana jest jego działalność.
Wszystkie ich realizacje powstały w województwie opolskim. Ich projekty cechują się prostotą, ponadczasowością i umiejętnością wpisania się w otoczenie. Jedną z najbardziej znanych realizacji jest przebudowa dawnej stołówki Urzędu Wojewódzkiego na centrum Szkoleniowo-Konferencyjne. Obiekt zyskał sporo przeszkleń, dzięki czemu udało się otworzyć widok na elewację gmachu siedziby Urzędu Wojewódzkiego oraz na wieżę Zamku Piastowskiego. Kolejne ważne budynki zaprojektowane przez Domiczów to biblioteka Caritasu i Centrum Edukacji Artystycznej ArtPunkt. Ten ostatni obiekt wyróżnia się elewacją, którą tworzą półprzezroczyste tafle poliwęglanu.